# Römerberg-Festspiele

Die Aufführungen fanden vor der Kulisse des Römer statt

Auf dem Römerberg standen provisorische Tribünen für 1500 Zuschauer

Die Römerberg-Festspiele waren ein Theaterfestival in Frankfurt am Main. Von 1932 bis 1939 fanden jährlich im Sommer etwa 50 Aufführungen unter freiem Himmel auf dem Römerberg statt. Die Römerberg-Festspiele zogen jährlich tausende von Besuchern aus ganz Europa an. Nach dem Zweiten Weltkrieg kam es zu keiner Wiederbelebung.  

## Gründung im Goethejahr 1932
Die Römerberg-Festspiele wurden zum Goethejahr 1932 von Alwin Kronacher, dem Intendanten des Schauspielhauses Frankfurt, und Max Michel, dem Kulturdezernenten der Stadt Frankfurt, begründet und am 18. Juni 1932 mit einer Aufführung von Goethes Götz von Berlichingen in der Urfassung von 1771 eröffnet. In den Hauptrollen spielten Gerhard Ritter als Götz und Mathilde Einzig als Elisabeth, weitere bekannte Schauspieler waren Hans Jungbauer, Ellen Daub, Toni Impekoven, Lothar Rewalt, Paul Verhoeven und Karl Luley. In späteren Aufführungen, unter anderem während der Goethe-Woche im August 1932, spielte Heinrich George den Götz mit legendärem Erfolg.  Die Zuschauer erlebten eine dreieinhalbstündige Inszenierung mit zahlreichen Massenszenen, an denen über 500 Statisten und Komparsen teilnahmen, darunter 20 Berittene. 
Die provisorische Bühne befand sich vor dem Römer. Auf dem Römerberg waren Tribünen für 1500 zahlende Zuschauer im Halbkreis um die Bühne errichtet. Der Brunnentrog des Gerechtigkeitsbrunnens wurde dabei überbaut; die Figur der Justitia blieb stehen und wurde von Sitzbänken umschlossen. Mehr als 1000 weitere Zuschauer verfolgten das Geschehen aus den Fenstern der umliegenden Häuser und von der Dachgalerie der Nikolaikirche.
Als zweite Inszenierung folgte am 20. Juli 1932 Egmont mit Paul Wagner in der Titelrolle. Neben ihm spielten Robert Taube als Alba und Ellen Daub als Margarete von Parma, in weiteren Rollen Mathilde Einzig, Toni Impekoven, Karl Luley und Paul Verhoeven.
Die etwa 50 Aufführungen im Goethejahr machten die Römerberg-Festspiele zu einem großen Erfolg, der überregional in der Presse gewürdigt wurde. Mehr als 70.000 Zuschauer besuchten die Aufführungen. Nach dem Ende der Festspiele fanden sich zahlreiche Stimmen, die eine Wiederaufnahme im nächsten Jahr forderte, so etwa die Frankfurter Zeitung am 14. August 1932.

## 1933 bis 1939
Die nationalsozialistische Machtergreifung vollzog sich in Frankfurt am 12. März 1933, dem Tag der letzten Kommunalwahlen. Verbände von SA und SS unter dem Befehl von Gauleiter Jakob Sprenger vertrieben Oberbürgermeister Ludwig Landmann und die übrigen frei gewählten Politiker aus ihrem Amt und setzten am nächsten Tag den Nationalsozialisten Friedrich Krebs zum neuen Oberbürgermeister ein.
Am 28. März entließ Krebs die Leitung der Städtischen Bühnen, darunter auch Schauspielintendant Kronacher. Im Juni 1933 ernannte er Hans Meissner zum neuen Generalintendanten der Städtischen Bühnen. Damit wurde er zuständig für das Opernhaus, das Schauspielhaus, das Neue Theater und die Römerberg-Festspiele. Meissner erkannte die Bedeutung der Festspiele. Sie sollten unbedingt fortgeführt werden, da die nationalsozialistische Kulturpolitik dringend auf Erfolge angewiesen war. Aufgrund der Verfolgung und Vertreibung des jüdischen Bürgertums verloren die Städtischen Bühnen schlagartig etwa 50 Prozent der Abonnenten. Die neuen Machthaber entließen alle jüdischen Schauspieler, darunter Mathilde Einzig und Lothar Rewalt.
Meissner plante, die Römerberg-Festspiele zu einem Bayreuth der deutschen Klassik zu entwickeln. Sie sollten der „Volksbelehrung“ dienen und den Besuchern aus dem In- und Ausland zu „Quellen echt völkischen Gefühls“ werden.
Der Festspielsommer 1933 begann mit Wiederaufnahmen der beiden Inszenierungen von 1932, Urgötz und Egmont. Die Initiatoren Kronacher und Michel waren beide schon vertrieben und wurden im Programm nicht erwähnt. Neu ins Programm nahm Meissner Schillers Jungfrau von Orleans, inszeniert von Jacob Geis, und Schwänke von Hans Sachs, inszeniert von Toni Impekoven und Rudolf Meyer.
Für 1934 setzte Meissner neben der Wiederaufnahme der Jungfrau von Orleans eine Neuinszenierung der Wallenstein-Trilogie auf den Spielplan, die er selbst inszenierte. Meissner und Krebs warben bei Reichspropagandaminister Joseph Goebbels, die Römerberg-Festspiele als Reichsfestspiele auszuzeichnen, doch gelang es ihnen nur, das Prädikat reichswichtig zu erlangen. Als Reichsfestspiele wurden die 1934 wiederbelebten Heidelberger Schlossfestspiele deklariert. Die Römerberg-Festspiele entwickelten sich trotz knapper finanzieller Mittel zu einem Erfolg, der jeden Sommer viele Touristen anzog. 1935 inszenierte Meissner Faust. Eine Tragödie. Daneben wurden Wallenstein, Jungfrau von Orleans und Urgötz als Wiederaufnahmen gespielt. 1936 ersetzte eine Neuinszenierung des Fiesco den Urgötz. 1937 inszenierte Meissner erstmals mit Florian Geyer von Gerhart Hauptmann ein Stück für die Festspiele, das nicht der Weimarer Klassik entstammte. Daneben gab es eine weitere Neuinszenierung: Robert George brachte Shakespeares König Heinrich IV. auf die Bühne, außerdem wurden Faust I und Fiesco wiederaufgenommen. 1938 inszenierte Meissner mit Hamlet eine weitere Tragödie von Shakespeare, außerdem wurden alle vier Inszenierungen des Vorjahrs gespielt. Für den Festspielsommer 1939 inszenierte er Friedrich Hebbels Die Nibelungen. Nach der letzten Aufführung am 26. August 1939 wurden die Festspiele wegen des drohenden Krieges mit Polen abgebrochen und die Bühne auf dem Römerberg demontiert.
1943/44 zerstörten die Luftangriffe auf Frankfurt am Main den historischen Römerberg. Auch nach der Beseitigung der Trümmer und dem Wiederaufbau Anfang der 1950er Jahre kam es zu keiner Wiederbelebung der Römerberg-Festspiele.